# Sigmund Herland
Sigmund Herland (* 27. September 1865 in Wien; † 15. August 1954 in Bukarest) war ein rumänischer Schachspieler und Schachkomponist.

## Leben
Er kam in der österreichischen Hauptstadt Wien zur Welt und wuchs auch dort auf. Im Alter von 21 Jahren übernahm er die Leitung einer Fabrik in Bukarest und wanderte dafür in das Königreich Rumänien aus. Dort verbrachte er den Rest seines Lebens.
Herland spielte bereits im ausgehenden 19. Jahrhundert auf internationalem Niveau Schach. So remisierte er beispielsweise 1890 eine Partie gegen den fast gleichaltrigen Jacques Mieses. Später trat er bei zwei DSB-Kongressen jeweils im zweitklassigen Hauptturnier A an: 1912 in Breslau belegte er einen geteilten elften bis zwölften und 1914 in Mannheim einen geteilten sechsten bis zehnten Rang. Das letztere Turnier wurde allerdings zu Beginn des Ersten Weltkrieges vorzeitig abgebrochen. Nach dem Ende des Krieges nahm Herland überwiegend nur noch an Turnieren in Bukarest teil und konnte dort 1921, 1924, 1925, 1928 sowie 1930 Siege verbuchen.
Anfang des 20. Jahrhunderts war er durch die Bekanntschaft mit Wolfgang Pauly zur Schachkomposition gekommen. Während der nächsten Jahrzehnte veröffentlichte er mehr als 1500 Aufgaben aus allen Gebieten. Manche Autoren vertreten die Meinung, dass er dabei keiner bestimmten Schule folgte; andere ordnen ihn allerdings der Böhmischen Schule zu. Herland werden kompositionelle Pionierleistungen hinsichtlich des Mustermatts zugeschrieben. Zudem beschäftigte er sich intensiv mit Chamäleonechomatts und entwickelte 1912 einen Vorläufer des zyklischen Babson-Task. Für 250 seiner Probleme wurde er ausgezeichnet, davon 35 Mal mit ersten Preisen. Im Jahr 1948 publizierte die Zeitschrift Revista Romana de Šah eine Sammlung von 360 seiner Kompositionen unter dem Titel Problèmes choisis.